# Fótios Kóndoglu

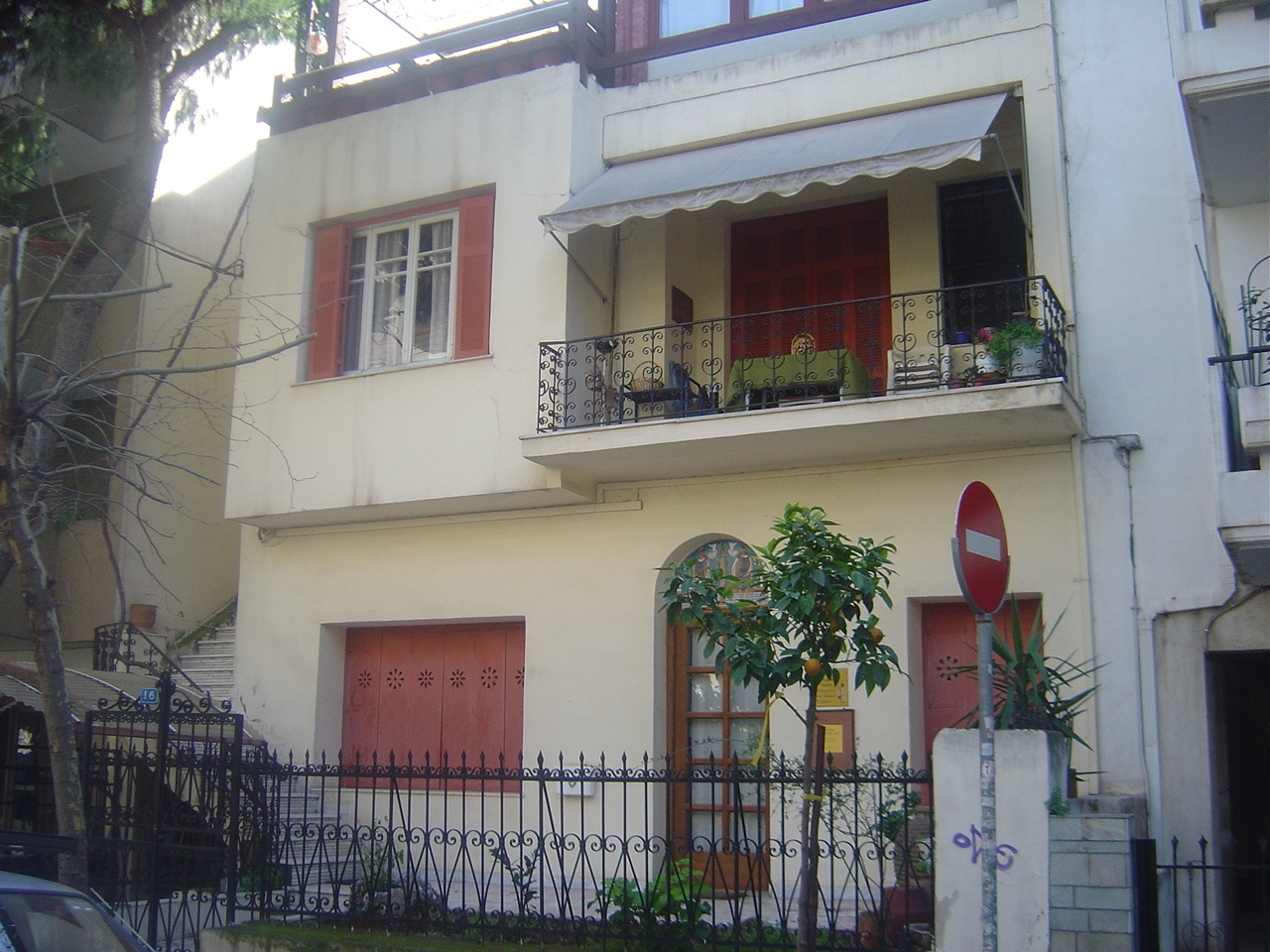
Casa de Fótios Kóndoglua Atenes

Fótios Kóndoglu (en grec: Φώτιος Κόντογλου, també conegut pel pseudònim Φώτης Κόντογλους (Photis Kontoglous); Ayvalık, actual Turquia, 8 de novembre de 1895 - Atenes, 13 de juliol 1965) va ser un escriptor i pintor grec.

## Biografia
Va ser criat per la seva mare, Despoina Kóndoglu, i el seu oncle Stefanos Kóndoglu, que va ser abat del monestir d'Aghia Paraskevi. Va passar la seva infància entre el monestir, el mar i els pescadors. El 1913, es va matricular en l'Escola de Belles Arts d'Atenes. A partir de 1915, va passar molt de temps viatjant a llocs com Espanya, França, Portugal, i Angola. Després es va traslladar a viure a París.
Tanmateix, aviat va tornar a l'Àsia Menor per visitar la seva família. Allà va ser testimoni dels esdeveniments de 1922 i va regressar a Grècia com a refugiat. El 1923, es va quedar per algun temps als monestirs del Mont Atos, on va descobrir la tècnica de les icones romanes d'Orient. Dos anys més tard, es va casar amb Maria Hatzikambouri, que també era d'Ayvalık. El 1933, va ser invitat pel govern egipci per treballar per al museu copte. Tanmateix, ell va decidir quedar-se a Atenes i es va dedicar a l'ensenyament de pintura a la Universitat d'Atenes. Entre els seus alumnes es troben alguns dels més importants pintors grecs moderns per exemple Giannis Tsarukhis.
Fótios Kóndoglu durant la seva residència a París va rebre un premi per les il·lustracions que va fer per a l'obra Sult (Fam), de Knut Hamsun. Tanmateix, van ser les seves il·lustracions per al seu llibre, Pedro Kazas, les que li van donar més fama.
Kóndoglu va ser un artista particularment productiu, en ser un devot cristià ortodox va tindre una fort influència en la reintroducció de l'estil romà d'Orient a la iconografia de la pintura religiosa. Va realitzar la restauració dels frescs de l'església Perivleptos a Mistra. A més a més, va pintar d'altres frescs en diverses esglésies de tota Grècia, entre ells la Kapnikarea a Atenes. També va pintar el fresc monumental dels Patriarques de Constantinoble a l'ajuntament d'Atenes.